# Liste der Biografien/Olf
Liste der Biografien |
Portal Biografien |
Personensuche
# |
A |
B |
C |
D |
E |
F |
G |
H |
I |
J |
K |
L |
M |
N |
O |
P |
Q |
R |
S |
T |
U |
V |
W |
X |
Y |
Z |
?
 
Oa |
Ob |
Oc |
Od |
Oe |
Of |
Og |
Oh |
Oi |
Oj |
Ok |
Ol |
Om |
On |
Oo |
Op |
Oq |
Or |
Os |
Ot |
Ou |
Ov |
Ow |
Ox |
Oy |
Oz
 
Ola |
Olb |
Olc |
Old |
Ole |
Olf |
Olg |
Olh |
Oli |
Olj |
Olk |
Oll |
Olm |
Oln |
Olo |
Olp |
Olr |
Ols |
Olt |
Olu |
Olv |
Olw |
Oly |
Olz
Die Liste der Biografien führt alle Personen auf, die in der deutschsprachigen Wikipedia einen Artikel haben. Dieses ist eine Teilliste mit 18 Einträgen von Personen, deren Namen mit den Buchstaben „Olf“ beginnt.

## Olf

### Olfe
- Olfe, Hermann (1884–1969), deutscher Industrieller und Vorstand der Gelsenkirchener Bergwerks AG
- Olfen, Tobias (1597–1654), Braunschweiger Bürgermeister und Chronist
- Olfenius, August (1822–1894), deutscher Verwaltungsjurist und Politiker
- Olfermann, Johann Elias (1776–1822), braunschweigischer Generalmajor
- Olfers, Benedikt von (1800–1876), preußischer Jurist und Abgeordneter
- Olfers, Hedwig von (1799–1891), deutsche Schriftstellerin und Salonnière in Berlin
- Olfers, Ignaz von (1793–1872), deutscher Naturwissenschaftler, Diplomat und Generaldirektor der Königlichen Museen zu Berlin
- Olfers, Johann Heinrich von (1791–1855), Bankier und Politiker
- Olfers, Karl (1888–1968), deutscher Politiker (SPD), MdL, MdHB
- Olfers, Marie von (1826–1924), Schriftstellerin, Illustratorin
- Olfers, Sibylle von (1881–1916), deutsche Kinderbuchautorin, Zeichnerin und SchriftstellerinSibylle von Olfers (1881–1916)

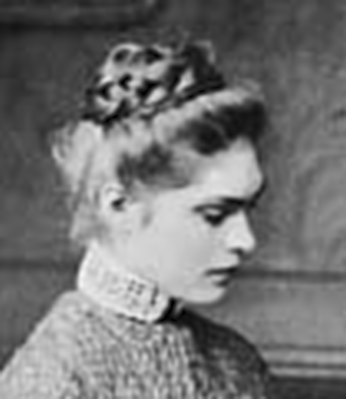
Sibylle von Olfers (1881–1916)

- Olfers-Batocki, Erminia von (1876–1954), deutsche Schriftstellerin
- Olfert, Isaiah (* 2001), kanadischer Volleyballspieler
- Olfert, Klaus (1945–2022), deutscher Diplom-Kaufmann und Hochschullehrer
- Olfert, Margrit (* 1947), deutsche Weitspringerin und Mehrkämpferin
- Olfert, Nils (* 1976), deutscher Sänger und Mitglied der Band Wise Guys

### Olff
- Olff, Johann Friedrich Daniel (1725–1780), deutscher evangelischer Theologe

### Olfl
- Ölflecktäter, Verantwortlicher einer Anschlagsserie